# Dasia
Dasia — рід сцинкоподібних ящірок родини сцинкових (Scincidae). Представники цього роду мешкають в Південній і Південно-Східній Азії.

## Опис
Представники роду Dasia — це невеликі сцники, загальна довжина яких становить 7-18 см. Вони мають витягнуту, сплющену з боків голову, стрнке тіло, відносно довгий хвіст. Забарвлення переважно зеленувато або оливове, маскувальне. Зустрічаються жовтуваті, коричнюваті, чорнуваті особини. Кінцівки у цих ящірок дуже розвинені, пристосовані до лазання по деревах. У деяких видів задні лапи більші за передні.
Представники роду Dasia живуть в тропічних лісах, усе життя проводять на деревах, забираючись досить високо по гілках. Живляться переважно комахами, відкладають яйця.

## Види
Рід Dasia нараховує 10 видів:
- Dasia griffini Taylor, 1915
- Dasia grisea (Gray, 1845)
- Dasia haliana (Nevill, 1887)
- Dasia johnsinghi Harikrishnan et al., 2012
- Dasia nicobarensis Biswas & Sanyal, 1977
- Dasia olivacea Gray, 1839
- Dasia semicincta (W. Peters, 1867)
- Dasia subcaerulea (Boulenger, 1891)
- Dasia vittata (Edeling, 1865)
- Dasia vyneri (Shelford, 1905)